# 點胸斧魚
點胸斧魚（學名：Gasteropelecus maculatus），又可稱為點胸斧脂鯉，為輻鰭魚綱脂鯉目胸斧脂鯉科的其中一種，分布於巴拿馬至哥倫比亞西部的淡水流域，體長可達6.4公分，棲息在中底層水域，屬肉食性，以昆蟲、甲殼類等為食，生活習性不明，可作為觀賞魚。
其种加词“maculatus”意为“有斑点、斑块、斑纹的”。